# خوان مانوئل اولیورا
خوان مانوئل اولیورا (اسپانیایی: Juan Manuel Olivera‎؛ زادهٔ ۱۴ اوت ۱۹۸۱) بازیکن فوتبال اهل اروگوئه است.

## باشگاهی
از باشگاه‌هایی که در آن بازی کرده‌است می‌توان به باشگاه‌های زیر اشاره کرد:
- باشگاه فوتبال الشباب عربستان سعودی
- باشگاه فوتبال گوئیژو رن
- سن لورنزو
- باشگاه فوتبال پنیارول
- باشگاه فوتبال کروز آزول
- باشگاه فوتبال لیبرتاد
- الوصل
- یونیورسیداد شیلی
- یونیورسیداد شیلی
- استودیانتس
- سوون سامسونگ